# Umbilicus heylandianus
Umbilicus heylandianus är en fetbladsväxtart som beskrevs av Philip Barker Webb och Berth.. Umbilicus heylandianus ingår i släktet navelörter, och familjen fetbladsväxter. Inga underarter finns listade i Catalogue of Life.

## Bildgalleri

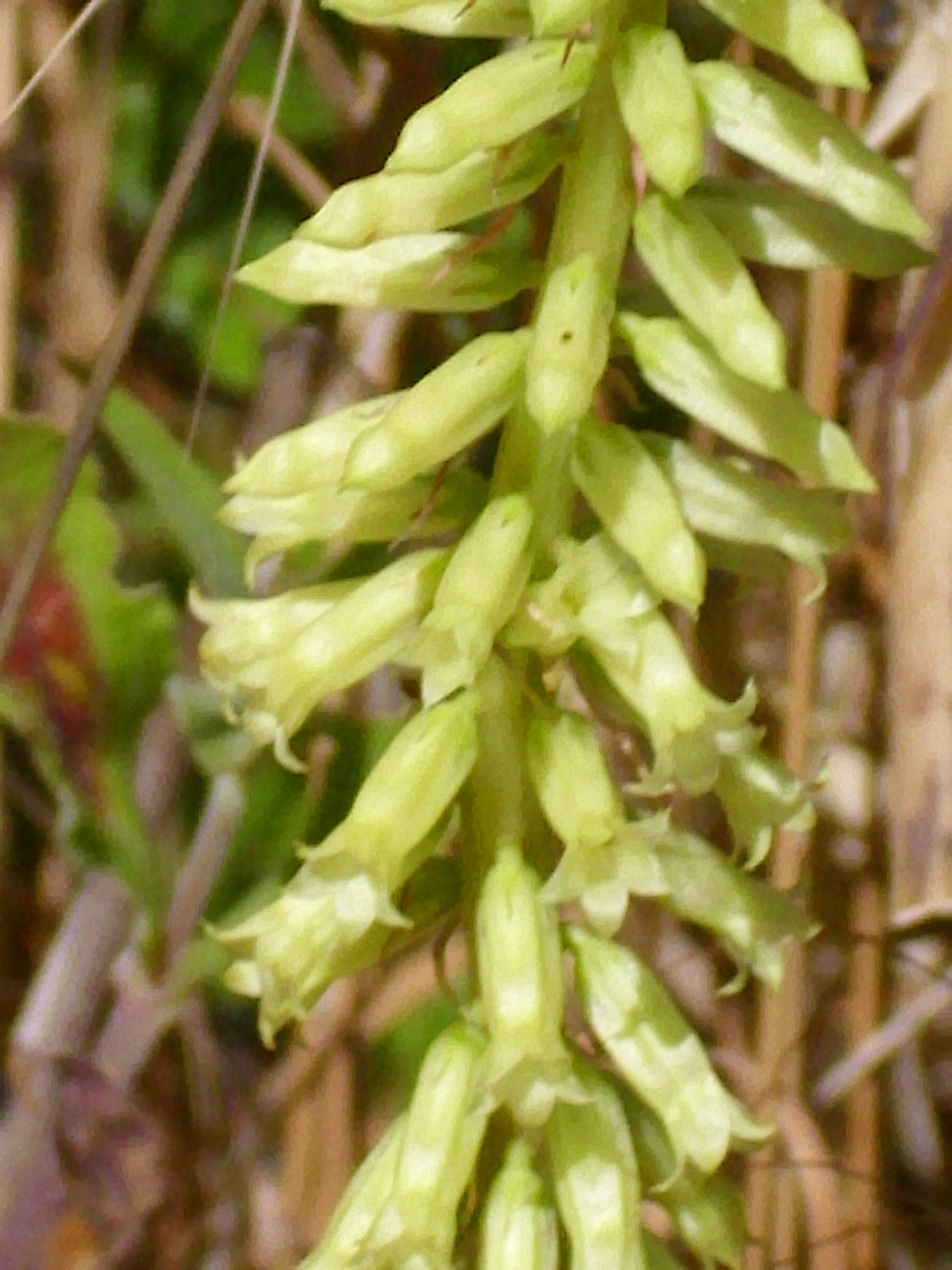
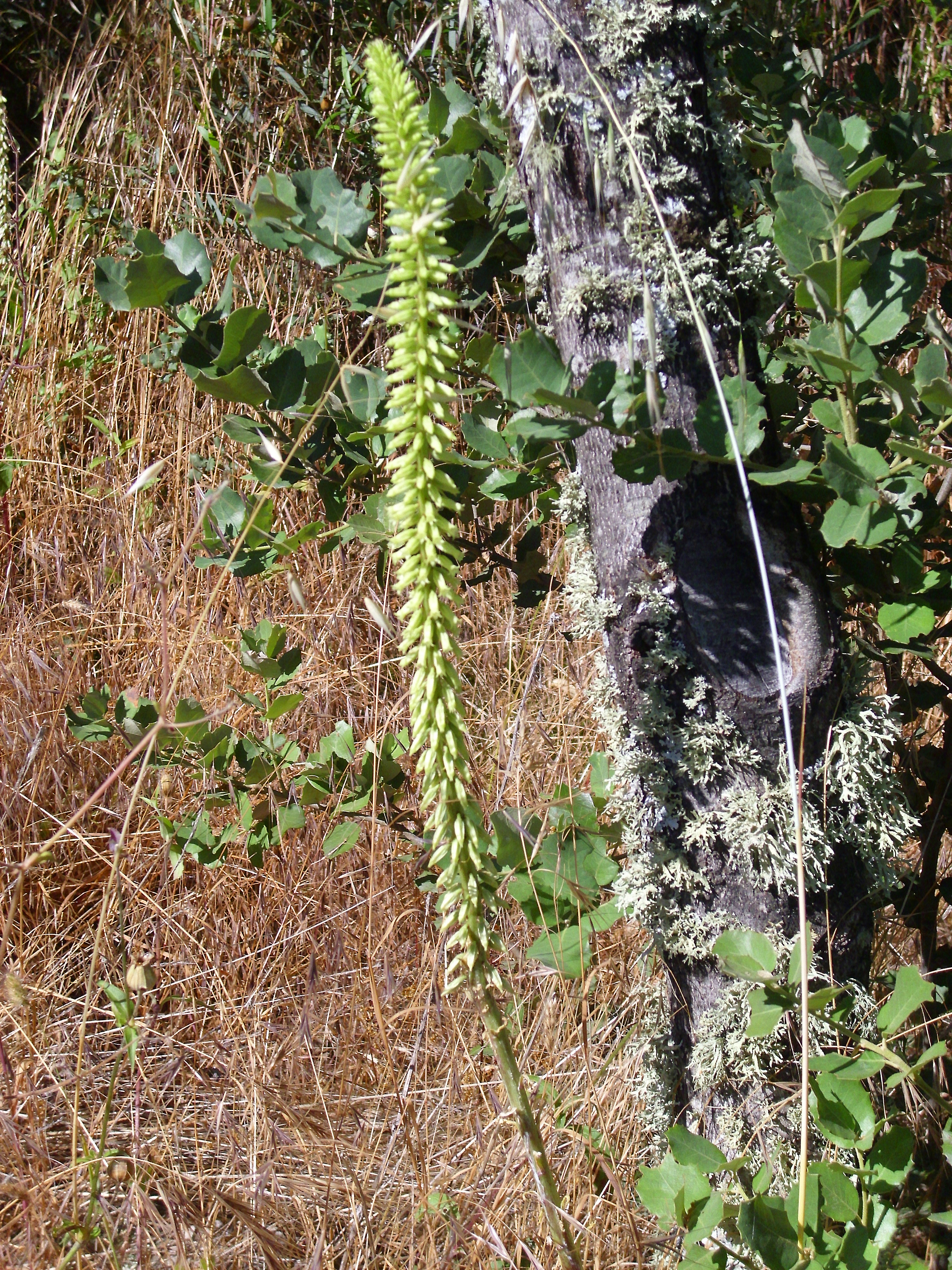